# Ruta Provincial 99 (Santa Cruz)
La Ruta Provincial 99 es una carretera de Argentina que se encuentra en el departamento Deseado al noreste de la provincia de Santa Cruz. Su recorrido total es de 11,3 kilómetros, de los cuales toda la extensión es de calzada ripia. Teniendo como extremos la Ruta Provincial 12 y la Ruta Nacional 3, es una ruta alternativa que la transitan por mayoría el tránsito pesado, como un desvío rápido hacia la RN 3, antes de la creación de esta vía, se debía pasar por la zona sur de Caleta Olivia y allí se unía con la Ruta Nacional 3.
- Datos: Q6114385